# Райков, Евгений Тихонович
Евге́ний Ти́хонович Райко́в (25 марта 1937 — 11 июня 2010) — советский и российский оперный певец (лирико-драматический тенор), актёр. Народный артист СССР (1982).

## Биография
Евгений Райков родился 25 марта 1937 года в Москве.
Работал столяром и сварщиком на заводе, был мастером спорта по вольной борьбе.
В 1962 году окончил Государственное музыкальное училище им. Гнесиных (класс К. А. Мальковой), у неё же занимался в Музыкально-педагогическом институте им. Гнесиных (ныне Российская академия музыки имени Гнесиных) (1962—1963). В 1982 году окончил Институт культуры.
С 1961 года — солист Большого театра. С 1990 по 1994 год возглавлял оперную труппу Большого театра.
В 1966 году стажировался в театре «Ла Скала» (Милан, Италия).
Гастролировал за рубежом (Канада, Великобритания, Италия, Австралия, Япония, Польша, Болгария, Франция, ГДР, ФРГ, Ирландия, Нидерланды).
Выступал в концертах. 
Снимался в кино.
Член КПСС с 1966 по 1991 год.
Скончался 11 июня 2010 года в Москве. Похоронен на Троекуровском кладбище.

## Звание и награды
- 2-й Всесоюзном конкурсе вокалистов им. М. И. Глинки (1962, 5-я премия)
- 4-й Международный конкурс молодых оперных певцов в Софии (1970, 2-я премия)
- Заслуженный артист РСФСР (1969)[3]
- Народный артист РСФСР (1974)[4]
- Народный артист СССР (1982)
- Премия Ленинского комсомола (1970) — за концертно-театральную деятельносить
- Орден «За заслуги перед Отечеством» IV степени (2009) — за большой вклад в развитие отечественного музыкального искусства и многолетнюю творческую деятельность[5]
- Орден Трудового Красного Знамени (1976) — за заслуги в развитии советского музыкального и хореографического искусства и в связи с 200-летием Государственного академического Большого театра СССР[6]
- Орден «Знак Почёта»

## Основные вокальные партии
- Запевала («Евгений Онегин» П. И. Чайковского) (1961)
- Русский воин («Иван Сусанин» М. И. Глинки) (1962)
- Гонец («Аида» Дж. Верди) (1962)
- Баян («Руслан и Людмила» М. И. Глинки) (1962)
- Фентон («Фальстаф» Дж. Верди) (1962)
- Запевала («Русалка» А. С. Даргомыжского) (1963)
- Князь («Русалка» А. С. Даргомыжского) (1963)
- Владимир Игоревич («Князь Игорь» А. П. Бородина) (1963)
- Рулевой («Летучий голландец» Р. Вагнера) (1963)
- Портной («Укрощение строптивой» В. Я. Шебалина) (1963)
- Распорядитель («Пиковая дама» П. И. Чайковского) (1963)
- Ленский («Евгений Онегин» П. И. Чайковского) (1964)
- Рыбак («Октябрь» В. И. Мурадели) (1964)
- Индийский гость («Садко» Н. А. Римского-Корсакова) (1964)
- Собинин («Иван Сусанин» М. И. Глинки) (1965)
- Голос за кулисами («Война и мир» С. С. Прокофьева) (1965)
- Адъютант Кутузова («Война и мир» С. С. Прокофьева) (1965)
- Княжич Всеволод («Сказание о невидимом граде Китеже и деве Февронии» Н. А. Римского-Корсакова) (1966)
- Пинкертон («Чио-Чио-сан» Дж. Пуччини) (1967)
- Алексей («Оптимистическая трагедия» А. Н. Холминова) (1967)
- Радамес («Аида» Дж. Верди) (1968)
- Фауст («Фауст» Ш. Гуно) (1969)
- Самозванец («Борис Годунов» М. П. Мусоргского) (1969)
- Михайло Туча («Псковитянка» Н. А. Римского-Корсакова) (1971)
- Голицын («Хованщина» М. П. Мусоргского) (1973)
- Пьер Безухов («Война и мир» С. С. Прокофьева) (1975)
- Ноздрёв («Мёртвые души» Р. К. Щедрина) (1977)
- Шуйский («Борис Годунов» М. П. Мусоргского) (1979)
- Дед Михайло («Повесть о настоящем человеке» С. С. Прокофьева) (1985)
- Лыков («Царская невеста» Н. А. Римского-Корсакова) (1988)
- Раймонд («Орлеанская дева» П. И. Чайковского) (1990)

## Фильмография

### Актёр
- 1973 — И на Тихом океане... — Фёдор
- 1976 — Легенда о Тиле — кузнец
- 1978 — Поговорим, брат… — Райко

### Озвучивание
- 1963 — Крепостная актриса (музыкальный фильм, экранизация оперетты Н. Стрельникова «Холопка») — Андрей Туманский (роль Д. Смирнова)
- 1964 — Царская невеста (фильм-опера) — Иван Лыков
- 1974 — Сэр Джон Фальстаф (фильм-спектакль) — Фентон